# Nanjing
Nanjing (chineză: 南京, Nánjīng- capitala din sud) sau Nanking este un oraș din China. Orașul Nanjing este capitala Provinciei Jiangsu, iar cuvântul „Nanjing” se traduce prin „Capitala sudică”. Nanjing este localizat pe malul de sud-est al râului Yangtze și la 300 de km depărtare de vărsarea acestui râu în Marea Chinei de Est.
Zidul orașului Nanjing a fost proiectat de Împăratul Zhu Yuanzhang după ce acesta a fondat Dinastia Ming (1368-1644), a cărui capitală pentru mai mult de 600 de ani a fost Nanjing-ul. Zidului Nanjing a fost ridicat în 21 de ani și a implicat 200.000 de muncitori, care au folosit la construirea zidului 7 milioane de metri cubi de pământ.
Construcția s-a dovedit a avea o valoare militară importantă deoarece orașul se afla la poalele lanțului munots Ningzheng, Nanjing având astfel, pe lângă protecția oferită de zid și o protecție naturală. Cei 60 de km pătrați pe care se întindea orașul Nanjing au devenit astfel o zonă strategică, fiind deosebit de dificil de cucerit de către inamicii Dinastiei Ming.
Nanjing-ul este de asemenea locul unde, în decembrie 1937, japonezii au comis atrocități de neimaginat, eveniment cunoscut în istoriografia cel de-al Doilea Război Mondial ca Masacrul din Nanjing sau Violul Nanjing-ului.
Repararea vechiului Zid Chinezesc din Nanjing s-a făcut atât cu ajutorul voluntarilor localnici cât și cu ajutorul străinilor care au oferit bani și mană de lucru. Printre străinii care au ajutat la repararea Zidului de la Nanjing se află și faimosul pictor japonez, Ikuo Hirayama, președintele Asociației de Prietenie Sino-Japoneze.
Astăzi, orașul Nanjing s-a extins și în afara Zidului, numărând o populație de 5 milioane de locuitori.

## Personalități născute aici
- Cao Xueqin (1724 - 1760?), scriitor;
- Wang Shuo (n. 1958), scriitor, regizor, actor;
- Jujie Luan (n. 1958), scrimeră;
- Chen Yan (n. 1979), înotătoare;
- Xiao Qin (n. 1985), gimnast;
- Ni Ni (n. 1988), actriță;
- Xu Anqi (n. 1992), scrimeră.